# Листове
Листове́ (до 1945 року — Войо-Нова; крим. Voyo Nova, есп. Vojo Nova, раніше — Узгул, крим. Uzğul) — село Євпаторійського району Автономної Республіки Крим.

## Історія
Войо-нова (з есп. Новий поступ) — сільськогосподарська комуна реемігрантів із Палестини, яку було зареєстровано 21 липня 1928 року в Євпаторійському районі Кримської АСРР.
Реемігранти — колишні члени сіоністської організації «Гдуд авода» (Легіон праці), заснованої 1920 року на британській підмандатній території Палестини. Реемігранти були членами лівої фракції Гдуда, виключеними з організації наприкінці 1926 року. Побудова соціалістичного суспільства в Палестині їм видавалася майже нерозв'язним завданням. Вони вважали, що цієї мети можна досягти у країні переможної революції.
Мову есперанто переселенці знали не дуже добре. Так, у заяві про їхню реєстрацію ім'я «Войо-нова» неправильно перекладено як «Новий шлях». Тель-авівський історик Анітою Шапіра у своїй книжці «Visions in conflict» (івритом, 1990) з приводу вибору назви для комуни писала таке: «Російську або єврейську (ідиш) назву вони не хотіли, а дати комуні назву мовою іврит вони не могли».
Після 1949 року «Войо-нова» перейменували в село Листове. На керівні посади в післявоєнні роки призначали переважно росіян і українців. В ізраїльській літературі висувається інша версія цих подій із посиланням на А.Шапіра: уже в другій половині 30-х років колгосп перейменовано в «Дружбу народів».